# Cyrestis
Cyrestis là một chi bướm trong họ Nymphalidae.

## Hình ảnh

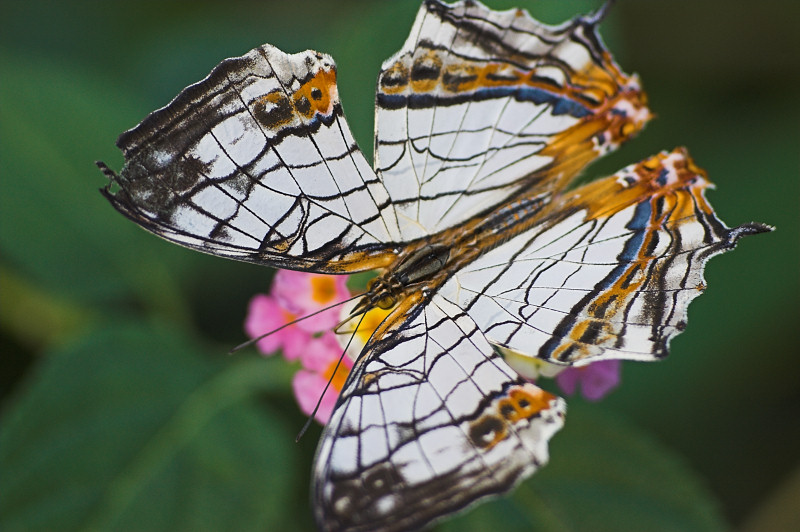
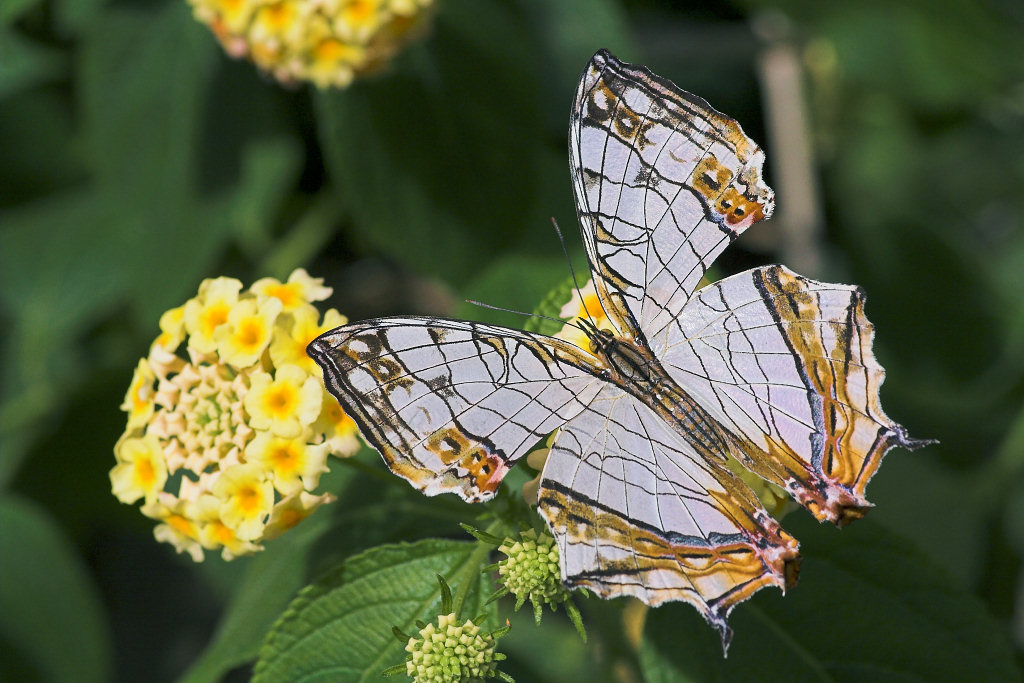